# ミシェル・セネシャル
ミシェル・セネシャル（Michel Sénéchal, 1927年2月11日 - 2018年4月1日）は、フランスのテノール歌手。優れた歌唱と演技で、性格テノール役、道化役の名手として長年にわたりフランスを中心にオペラとオペレッタで活躍した。

## 経歴
フランスのパリに生まれ、パリ国立高等音楽院で声楽を学ぶ。1950年にブリュッセルのモネ劇場でデビューし、1952年にはパリ・オペラ座とオペラ・コミック座にデビューしている。1952年ジュネーヴ国際音楽コンクール声楽部門第1位。
独特の味わいのあるコミカルな演技が特長で、主役はもちろん舞台の芸術性を高らしめる存在感のある名脇役としても有名である。フランスオペラ、イタリアオペラで欠かせない名優テノールとして、数多くの録音を残している。
得意とする役は、『ホフマン物語』（オッフェンバック）の道化4役や、『フィガロの結婚』（モーツァルト）のドン・バジリオ、『オリー伯爵』（ロッシーニ）のタイトルロール、『エフゲニー・オネーギン』（チャイコフスキー）のムッシュ・トリケ、『蝶々夫人』（プッチーニ）のゴローなどの個性的な役が多く、オッフェンバックのオペレッタにも数多く出演していた。
レパートリーはラモーなどのバロックオペラから、メシアンなどの現代音楽まで幅広く、また1979年からはオペラ座の声楽学校（L'École d'art lyrique）などで指導者としても活動していた。
2018年4月1日、天寿を全うした。91歳没。